# Alexis Cervantes
Alexis Cervantes (* 10. September 1984) ist ein mexikanischer Eishockeyspieler, der seit 2010 bei den Mayan Astronomers in der Liga Mexicana Élite unter Vertrag steht. Sein jüngerer Bruder Adrián ist ebenfalls mexikanischer Nationalspieler.

## Karriere
Alexis Cervantes begann seine Karriere als Eishockeyspieler bei San Jeronimo. Als 2010 die semi-professionelle Liga Mexicana Élite gegründet wurde, wechselte er zu den Mayan Astronomers, einem der vier Gründungsclubs der Liga. Mit der Mannschaft aus Mexiko-Stadt gewann er zwar auf Anhieb die Hauptrunde, verlor jedoch die Endspielserie gegen den Lokalrivalen Teotihuacan Priests nach drei Spielen mit 1:2 Siegen (0:5, 5:4, 1:2).

### International
Im Juniorenbereich stand Cervantes für die mexikanische U20-Auswahl bei den Weltmeisterschaften der Division III 2002 und 2004 sowie der Division II 2003 auf dem Eis.
Mit der Herren-Nationalmannschaft nahm Cervantes an den Weltmeisterschaften der Division II 2003, 2008, 2009, 2010, 2012 und 2013 sowie der Division III 2005 teil. Zudem stand er beim Pan-amerikanischen Eishockeyturnier 2014, bei dem er mit seinem Team den zweiten Rang belegte, auf dem Eis.

## Erfolge und Auszeichnungen
- 2002 Aufstieg in die Division II bei der U20-Weltmeisterschaft der Division III
- 2005 Aufstieg in die Division II bei der Weltmeisterschaft der Division III